# Domenico Siniscalco
Domenico Siniscalco (ur. 15 lipca 1954 w Turynie) – włoski ekonomista, menedżer i nauczyciel akademicki, w latach 2004–2005 minister gospodarki i finansów.

## Życiorys
Ukończył studia prawnicze na Uniwersytecie Turyńskim, doktoryzował się w zakresie ekonomii na University of Cambridge. Pod koniec lat 70. był jednym ze współpracowników ministra finansów Franca Reviglio. Długoletni pracownik naukowy, był profesorem ekonomii na Uniwersytecie Turyńskim, wykładał także m.in. na Johns Hopkins University i University of Cambridge. Jest autorem publikacji naukowych poświęconych ekonomii przemysłowej, prywatyzacji, energetyce oraz ekonomii środowiska. Był powoływany w skład rad dyrektorów takich przedsiębiorstw jak Eni i Telecom Italia.
W 2001 został dyrektorem wykonawczym Skarbu Państwa. W lipcu 2004 objął urząd ministra gospodarki i finansów w drugim rządzie Silvia Berlusconiego. Stanowisko to zachował również w powołanym w kwietniu 2005 trzecim gabinecie tegoż premiera, zajmując je do września 2005.
W 2006 powierzono mu funkcję przewodniczącego fundacji Fondazione Collegio Carlo Alberto. W tym samym roku zatrudniony w banku inwestycyjnym Morgan Stanley jako dyrektor generalny Morgan Stanley International, w 2007 stanął na czele włoskiego oddziału tego przedsiębiorstwa.
Odznaczony Orderem Zasługi Republiki Włoskiej II (2002) i I (2005) klasy.